# Chaler, Yadgir
Chaler là một làng thuộc tehsil Yadgir, huyện Gulbarga, bang Karnataka, Ấn Độ.